# Alexandromys hyperboreus
Alexandromys hyperboreus is een zoogdier uit de familie van de Cricetidae. De wetenschappelijke naam van de soort werd voor het eerst geldig gepubliceerd door Vinogradov in 1934.

## Voorkomen
De soort komt voor in Rusland.